# Gmina Negotino
Gmina Negotino (mac. Општина Неготино) – gmina w centralnej Macedonii Północnej.
Graniczy z gminami: Sztip od północy, Koncze i Demir Kapija od wschodu, Gradsko i Rosoman od zachodu oraz z gminą Kawadarci od południa.
Skład etniczny
- 92,48% – Macedończycy
- 3,26% – Serbowie
- 2,36% – Romowie
- 1,28% – Turcy
- 0,62% – pozostali

W skład gminy wchodzą:
- miasto: Negotino;
- 18 wsi: Brusnik, Crweni Bregowi, Dołni Disan, Dubrowo, Dżidimirci, Gorni Disan, Janoszewo, Kalańewo, Kriwołak, Kurija, Lipa, Pepeliszte, Peszternica, Szeoba, Timjanik, Tremnik, Weszje, Wojszanci.